# 拿騷的艾米莉亞
拿騷的艾米莉亞（荷蘭語：Emilia van Nassau，1569年4月10日—1629年3月16日），奧蘭治親王威廉一世的女兒，母親是薩克森的安娜。

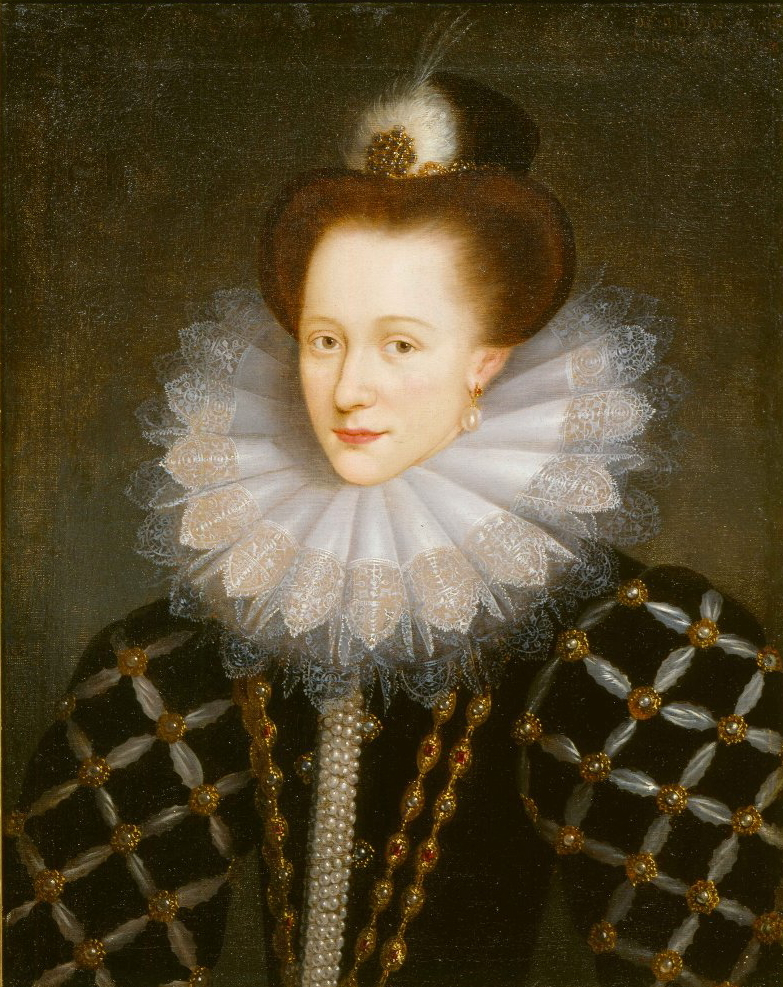

## 家庭
1597年，艾米莉亞和葡萄牙王位覬覦者曼努埃爾王子結婚，兩人共有2子6女：
1. 瑪麗亞·貝爾吉卡（1598年—1647年）
2. 曼努埃爾·安東尼奧（英语：Manuel António of Portugal）（1600年—1666年）
3. 艾米莉亞·路易絲（1603年—1670年）
4. 克里斯多福·威廉（1604年—1660年）
5. 安娜·路易絲（1605年—1669年）
6. 朱麗安娜·凱薩琳（1607年—1680年）
7. 茉莉西婭·萊昂諾爾（英语：Mauritia Eleonora of Portugal）（1609年—1674年）
8. 莎碧娜·黛兒菲卡（1612年—1670年）